# طواف يوتا 2013
طواف يوتا 2013 (بالإنجليزية: 2013 Tour of Utah)‏ هو سباق دراجات هوائية من فئة  سباق المرحلة، وهو الموسم رقم 9 من طواف يوتا، وأقيم خلال الفترة من 6 أغسطس 2013، وحتى 11 أغسطس 2013 ضمن سباقات طواف أمريكا للدراجات 2012–13.
فاز  بالمركز الأول توم دانيلسون، وبالمركز الثاني كريس هورنر، وبالمركز الثالث جانييه أسيفيدو.

## الفائزون
| الترتيب | الفائز         |
| ------- | -------------- |
| الفائز  | توم دانيلسون   |
| الثاني  | كريس هورنر     |
| الثالث  | جانييه أسيفيدو |

## وصلات خارجية
- الموقع الرسمي